# Brian Michael Fraser Neele
Brian Michael Fraser Neele (* 21. Mai 1941 in Rio de Janeiro) ist ein brasilianischer Diplomat.

## Leben
Brian Michael Fraser Neele ist der Sohn von Ethel Marie Neele und George Brian Fraser Neele. Nachdem er 1963 in den auswärtigen Dienst eingetreten war, wurde er etwa ein Jahr später zum Gesandtschaftssekretär dritter Klasse ernannt und arbeitete zunächst als Assistent der Abteilung Rohstoffe. Eine nach dem brasilianischen Politiker und Diplomaten Lauro Severiano Müller (1863–1926) benannte Medaille wurde Neele wiederum ein Jahr später verliehen. Bereits im Januar 1966 wurde er Ritter im Leopoldsorden und nahm im selben Monat eine Beschäftigung im Büro des Außenministers auf, in dieser Funktion arbeitete er auch in Den Haag. Ende März 1967 wurde er dann zum Gesandtschaftssekretär zweiter Klasse befördert. Ab 1968 absolvierte Neele ein Aufbaustudium am International Institute of Social Studies in Den Haag zum Thema Desenvolvimento econômico (wirtschaftliche Entwicklung), er verglich in einer Studie das Cassa per il Mezzogiorno (Casmez) mit der Superintendência do Desenvolvimento do Nordeste (SUDENE) und fertigte die Studie A agricultura e o desenvolvimento nacional an.
Im Januar des Jahres 1971 wurde Neele Ritter im Orden von Oranien-Nassau und Mitte Januar 1971 Gesandtschaftssekretär erster Klasse in La Paz. Ab Januar 1973 arbeitete er als Beamter im Orden del Cóndor de los Andes von Bolivien. Ein Jahr später war er in der Abteilung Rohstoffe beschäftigt. Wiederum ein Jahr später wurde er Gesandtschaftssekretär erster Klasse in London. An Neujahr 1976 wurde Neele als Ritter im Royal Victoria Orden aufgenommen. Eine weitere Stufe seiner Karriereleiter begann im Januar 1977 als Assistent in der Personalabteilung und ab Februar 1977 als die Aufsicht über die Zeitschrift Brasil, Comércio e Industria bei ihm oblag. Im Dezember 1978 wurde er in Anerkennung seiner Leistungen Gesandtschaftsrat.
Die Abteilung Wirtschaftsinformation leitete Neele ab Januar 1979. Im Zeitraum 1979–1983 wurde unter seiner Leitung das Sistema de Processamento Eletrónico de Dados (SPED), ein Nachrichtennetz des Itamaraty, installiert. Ab Februar 1981 leitete er die brasilianische Delegation, die Verhandlungen zwecks einer Vereinbarung zur technischen Zusammenarbeit zwischen der afrikanischen Entwicklungsbank und der BNDES führte. Ebenfalls im Februar 1981 lag die Leitung einer Delegation in seinen Händen, die Investitionsverhandlungen zwischen Brasilien, Mosambik und der Organisation erdölexportierender Länder in den Steinkohlebergbau in Moatize in Maputo und Wien führte. Im Januar 1982 hielt Neele im Rahmen von Curso Alto Estudios des Instituto Rio Branco eine Vorlesung zum Thema „Informatik und das Außenministerium“. Im Juni 1983 wurde er Gesandter zweiter Klasse. Am 18. Februar 1983 leitete er eine Delegation zu Planungen von Transportinfrastruktur in Afrika am Sitz der Wirtschaftskommission für Afrika in Addis Abeba. Im Februar 1983 leitete er eine Wirtschaftsdelegation nach Kigali. Des Weiteren fand im Februar 1983 eine Seminarreihe über Entwicklungstechniken, die auf eine Öffnung von Märkten in Asien zielten, in Bangkok, Kuala Lumpur und Peking statt, die von Neele geleitet wurde. 1984 leitete er eine Delegation zur Außenhandelsförderung „Projekt Polen“ mit den Regierungen von Gabun und der Republik Kongo.
Im  Januar 1984 wurde Neele Generalkonsul in Genf bei der Regierung der Schweiz. Im Februar 1985 wurde ihm der Rio-Branco-Orden (Ordem de Rio Branco) verliehen. Im Zeitraum 1985–1988 leitete er die Delegation zur jährlichen Konferenz der Vereinten Nationen für Handel und Entwicklung in Genf.
Von Januar 1988 bis 1990 war Neele als Botschafter in Lagos in Nigeria aktiv und wurde 1990 mit dem Komturkreuz des Rio-Branco-Ordens und des Ordem do Mérito Naval ausgezeichnet. Im März 1991 leitete er die 26. Sitzung der Vereinigung der Zink produzierenden Länder (Association of Tin Producing Countries, ATPC) in Abuja.
Nachdem Neele im Januar 1994 Botschafter in Beirut geworden war, wurde er vier Jahre später mit einem Großkreuz des National Order of the Cedar ausgezeichnet. Im Januar 1998 leitete er das Escritorio de Representacâo do MRE no Rio de Janeiro (ERERIO Büro des Außenministeriums in Rio de Janeiro) und wurde im April 1999 mit der Medaille „Hundert Jahre Außenministerium im Palacio Itamaraty“ geehrt. Im Februar 2000 fertigte er eine Studie für ein Centro de Convenções Palácio Itamaraty und bekam im selben Monat die Medalha do Pacificador, (Brasilianische Streitkräfte) verliehen und wurde zudem Großoffizier des Ordem do Mérito Aeronáutico. Des Weiteren wurde ihm die Medalha ao Mérito des Corpo de Bombeiros Militar do Estado do Rio de Janeiro verliehen.
Von Mai 2000 bis  August 2004 bekleidete Neele den Botschafterposten in Ankara und war zeitgleich bei der aserbaidschanischen Regierung in Baku akkreditiert. In diesen Zeitraum fiel auch seine Berufung zum Großoffizier des Ordem do Mérito Militar. Von 2004 bis 2007 war Neele als Generalkonsul bei der italienischen Regierung in Rom tätig.
Von August 2007 bis Mai 2009 wurde Neele zum Botschafter in Tegucigalpa in Honduras berufen.
Ende Mai 2008 nahm Brian Michael Fraser Neele in San Salvador an einem Treffen von Luiz Inácio Lula da Silva mit den Regierungen der Staaten des
Zentralamerikanischen Integrationssystems teil. Am 30. Mai 2008 raste ein Airbus A320-200 des TACA-International-Airlines-Flug 390 nach der Landung auf dem Flughafen Tegucigalpa über das Ende der Landebahn auf eine stark befahrene Straße, auf der zwei Menschen getötet wurden. Von den 114 Menschen an Bord wurden fünf getötet, darunter Jeanne Chantal Neele, die Frau von Brian Michael Fraser Neele, des Weiteren auch Harry Brautigam, 65 Flugzeuginsassen wurden verletzt, unter ihnen auch Neele, der mehrere Knochenbrüche erlitt.
Vom Mai 2009 bis 2012 war Fraser Neele Botschafter in Saint John’s (Antigua und Barbuda). Im November 2017 heiratete Neele die Landschaftsgärtnerin Carla Pimentel aus Minas Gerais.
| Vorgänger                     | Amt                                                               | Nachfolger              |
| ----------------------------- | ----------------------------------------------------------------- | ----------------------- |
| Geraldo de Heráclito Lima     | Brasilianischer Botschafter in Lagos 1988–1990                    | Geraldo Affonso Muzzi   |
| Maurício Carneiro Magnavita   | Brasilianischer Botschafter in Beirut 1994–1998                   | Sérgio Barcellos Telles |
| Luiz António Jardim Gagliardi | Brasilianischer Botschafter in Ankara 2000–2004                   | Cesário Melantonio Neto |
| José Roberto de Almeida Pinto | Brasilianischer Botschafter in Honduras 2007–2009                 | Mário da Graça Roiter   |
| —                             | Brasilianischer Botschafter in Saint John’s auf Antigua 2009–2011 | Raul Campos e Castro    |